# Söderåsen, Hofors kommun
Söderåsen är ett berg och naturreservat vid byn Vallbyheden i Hofors kommun i Gävleborgs län.
Söderåsen är Vallbyhedens högsta punkt med höjden 253 meter över havet. Reservatet är 37 hektar stort och skyddat sedan 1996.
Området består av strandterrasser ch vidsträckta klapparstensfält har uppkommit då berget överspolats av havet under slutet av istiden. Terrängen är också fylld av stora flyttblock som även de är spår av istiden Berggrunden på Söderåsen innehåller kalk, vilket bidragit till en ovanlig flora med arter som klippbräcka, backskafting och fågelstarr.
Söderåsen ligger i Torsåkers bergslag och på flera stälen finns övergivna gruvschakt efter järnmalmsbrytning. På berget finns även rikligt med kolbottnar.